# Skadden
Skadden, Arps, Slate, Meagher & Flom LLP and Affiliates, meglio noto come Skadden o talvolta Skadden Arps, è uno studio legale internazionale statunitense, quinto al mondo per fatturato. Ha sede nel Condé Nast Building di New York e possiede 22 uffici in 14 Paesi del mondo, tra Americhe, Asia ed Europa.
Fa parte del ristretto numero di studi legali internazionali componenti il gruppo Global Elite.

## Storia
La società fu fondata il 1º aprile del 1948 a New York da Marshall Skadden, John Slate e Les Arps. Nel 1959, entrò a far parte dell'azienda l'avvocato William Meagher e fu inoltre assunta Elizabeth Head, prima avvocatessa nella storia dello studio (la prima socia è stata invece Peggy L. Kerr, nel 1981). Nel 1960, il nome dell'azienda fu modificato in Skadden, Arps, Slate, Meagher & Flom, mentre l'anno successivo segnò l'ingresso di Peter Mullen, in seguito primo socio esecutivo di Skadden.
Nel 1973 l'azienda aprì il suo secondo ufficio statunitense a Boston, nel Massachusetts, mentre la prima sede internazionale fu inaugurata a Tokyo nel 1987.

### Coinvolgimento nella rivoluzione ucraina del 2014
In seguito alla destituzione del presidente ucraino Viktor Janukovyč nella rivoluzione del 2014, il lavoro di Skadden per conto dell'ex capo di Stato ha condotto all'apertura di diverse indagini federali. Un avvocato di Skadden, Alex van der Zwaan, è stato condannato per aver mentito all'FBI in merito al suo lavoro per Janukovyč, pena per cui ha scontato 30 giorni di carcere. L'esponente dell'opposizione ed ex presidente Julija Tymošenko espresse la volontà di intentare causa a Skadden, e, nel maggio 2020, è stato rivelato che lo studio ha pagato circa 11 milioni di dollari per risolvere il caso per via stragiudiziale, in aggiunta ai 4,6 milioni di dollari sborsati nello stesso periodo al Dipartimento della giustizia statunitense per la mancata registrazione dello studio quale agente straniero ai sensi della legge federale.